# Novo Basquete Brasil
Novo Basquete Brasil (NBB) é uma competição brasileira de basquetebol masculino, organizado pela Liga Nacional de Basquete (LNB). Foi chancelado pela Confederação Brasileira de Basketball entre 2009 a 2023, sendo considerado o Campeonato Brasileiro de Basquete Masculino durante esse período.
O NBB possui formato semelhante às ligas esportivas norte-americanas, no qual os times são parceiros da liga e, portanto, não há promoções e rebaixamentos. A temporada regular do NBB é disputada entre novembro e abril do ano seguinte. Todas as equipes se enfrentam duas vezes, em jogos de ida e volta. As quatro melhores equipes da temporada regular avançam para as eliminatórias (play-offs), enquanto os times do 5º ao 12º colocado precisam se enfrentar para decidirem mais quatro vagas nas eliminatórias. As eliminatórias começam no final de abril até meados de junho, culminando no último momento decisivo da liga, as Finais do NBB.

## História

### Torneios Anteriores

#### Taça Brasil
A Taça Brasil foi o primeiro torneio oficial de basquete do Brasil, criado pela Confederação Brasileira de Basketball (CBB), realizando 24 edições entre 1965 e 1989, sendo conquistado por oito times diferentes, e o principal campeão sendo o Sírio, com sete títulos.

#### Campeonato Nacional de Basquete
Em 1990, a Taça Brasil mudou de nome para Campeonato Nacional de Basquete, com um formato mais organizado de uma temporada por ano. O campeonato foi conquistado por 11 times diferentes, sendo o Franca o principal campeão, com seis títulos. O formato perdurou até 2008.

### Novo Basquete Brasil: Primeiros Anos (14 e 15 equipes)

Logo do NBB utilizado até a nona edição da competição.

O Novo Basquete Brasil foi criado pela LNB. A Liga Nacional de Basquete foi lançada em dezembro de 2008, reunindo as principais lideranças e os mais representativos clubes do basquete brasileiro, com o objetivo de reconduzir o esporte ao posto de segundo mais popular do Brasil, atrás apenas do futebol.
Baseada no que há de mais moderno e bem-sucedido no conceito de gestão esportiva no mundo, a LNB traz ao país a ideia consagrada na NBA: uma liga independente, gerida pelos próprios clubes. Começou sendo presidida por Kouros Monadjemi.
A LNB contava, na primeira temporada, com 15 clubes associados, que participam do NBB, que é chancelado pela Confederação Brasileira de Basketball (CBB), sendo reconhecido como o Campeonato Brasileiro de Basquete. Os jogos acontecem de acordo com as regras da FIBA.
A primeira edição do NBB começou no dia 28 de Agosto de 2008 e terminou no dia 18 de julho de 2009, sendo disputada por 15 franquias. O campeão foi o time do Flamengo, que terminou em 1.º lugar na fase de classificação e venceu Pinheiros (quartas) e Joinville BA (semifinal) em três jogos e o Lobos Brasília em cinco jogos, na primeira final do NBB.  Marcelinho Machado foi eleito o Jogador Mais Valioso.
A segunda temporada do NBB teve as baixas dos times de Limeira e Saldanha da Gama e a adição do ADL/Londrina. O título acabou nas mãos do vice-campeão da temporada anterior, o Lobos Brasília, que repetiu as finais da temporada anterior e levou da mesma forma que o adversário anteriormente (3-2) para ser o campeão do NBB 2009-10, mas o prêmio de Jogador Mais Valioso da temporada regular acabou com o mesmo da temporada anterior, Marcelinho Machado.
Assim, começou a dominância do Lobos Brasília, que viria a ganhar mais dois títulos, dessa vez sobre os paulistas Franca (2011) e São José (2012), também elegeu o Jogador Mais Valioso da temporada regular do NBB 2010-11, Guilherme Giovannoni, já o JMV do NBB 2011-12, acabou nas mãos do vice-campeão Murilo Becker. A temporada 2010-11 marcou a volta do Limeira à competição, e a saída do ADL/Londrina após apenas um ano, além da entrada do Unitri/Uberlândia. Já a temporada de 2011-12, teve a saída do Assis para a entrada do Tijuca. Nas duas competições o campeonato voltou a ter 15 equipes.
A partir do ano de 2011, também começou a ser realizada a Liga de Desenvolvimento de Basquete, vencido pelo Flamengo em 2011 e 2013, pelo Bauru em 2012, pelo Basquete Cearense em 2014, pelo Pinheiros em 2015, 2018 e 2019, pelo Franca em 2016, e pelo Paulistano em 2017. 

### 18 equipes e volta de times tradicionais
Foi anunciado que a temporada 2012-13 do NBB teria a participação de 18 equipes. A Supercopa Brasil de Basquete acabou se tornando uma 2.ª divisão da liga, e os finalistas Palmeiras e Mogi das Cruzes ingressaram na liga, junto com o Basquete Cearense (primeiro representante do Nordeste no NBB) e o Suzano Basquete. A temporada teve como campeão o time do Flamengo, que conquistou seu segundo título, também levando o Jogador Mais Valioso da temporada, com o ala Marquinhos. Nas três temporadas seguintes, o Flamengo enfileirou mais três títulos ao bater o Paulistano (NBB 2013-14) e o Bauru (NBB 2014-15 e NBB 2015-16). Na temporada 2016-17, o Bauru se tornou o primeiro time paulista a ser campeão do NBB, após bater o Paulistano na decisão. No ano seguinte (2017-18), o Paulistano conquistou o título, depois de derrotar o Mogi das Cruzes. Na temporada 2019-20 o Flamengo voltou a ser campeão, derrotando o Franca na final.

Logo do NBB utilizado da 9.ª até a 14.ª edição da competição.

A popularização do NBB têm se tornado um estímulo para os clubes tradicionais retornarem ao basquete, a exemplo do próprio Palmeiras, que disputou quatro edições no NBB (uma em parceria com o Araraquara). Após a criação da Liga Ouro, torneio de acesso ao Novo Basquete Brasil, em 2014, outros clubes ligados ao futebol, mas com história no basquete, como  Vasco da Gama, Botafogo e Corinthians também retornaram à modalidade por esta via, além do Rio Claro, tradicional equipe do estado de São Paulo. 
A partir da temporada 2020/2021 o NBB passa a receber recursos do Comitê Brasileiro de Clubes para suporte logístico a clubes, árbitros e funcionários, a parceria também se estende para a Liga de Desenvolvimento de Basquete. Os recursos do CBC são provenientes de 0,5% das loterias da Caixa Econômica Federal.
O contrato entre a LNB e a CBB ia até 2022. Naquele ano, houve uma disputa com relação a um dos representantes brasileiros na Liga Sul-Americana de Basquete, com a CBB enviando a Liga Sorocabana que foi vice-campeã de seu Campeonato Brasileiro de Clubes enquanto a NBB persistia que a vaga seria do Paulistano, sétimo colocado da edição 2021-22 de seu torneio, levando a uma disputa judicial que manteria a Liga Sorocabana. Assim a CBB decidiu rescindir o contrato, retirando a chancela do NBB como campeonato brasileiro. O torneio permaneceu, mas agora não podia mandar participantes para torneios continentais.

## Transmissão
Nos dez primeiros anos, a Rede Globo foi a principal parceira de mídia e transmissões de jogos, que ocorriam em sua grande maioria no canal fechado SporTV. Algumas edições dos Jogos das Estrelas e também alguns jogos das finais, principalmente quando foram realizados em jogo único, tiveram transmissão na TV aberta pela Globo. Em dezembro de 2015, a RedeTV! assinou contrato para transmitir as partidas aos sábados. Em 2 de novembro de 2016 a Rede Bandeirantes anunciou a transmissão dos jogos a partir da temporada 2016-17, substituindo a RedeTV! na TV aberta.
No dia 1 de outubro de 2018, a LNB, organizadora do NBB, anunciou uma parceria com a ESPN, o BandSports e o Fox Sports para a transmissão do campeonato na TV fechada. A Band seguiu com o direito de transmissão na TV aberta. O Grupo Globo, depois de dez anos de parceria, não renovou o contrato. Além disso, as páginas da NBB no Facebook e no Twitter também transmitem alguns jogos. Com o acerto com o DAZN, serviço de streaming, em 2019, a quantidade de partidas exibidas ao público passou a ser de 100%.
Na temporada 2020/2021, a Band e a Fox Sports deixaram de transmitir o campeonato. A ESPN segue com a exibição na TV fechada. A TV Cultura ocupa o lugar que era da Band nas últimas temporadas na TV aberta, transmitindo jogos da fase de classificação, playoffs e todos os confrontos das finais do NBB, além da Copa Super 8 e o Jogo das Estrelas de 2021. O DAZN, serviço de streaming, permanece como parceiro. A exibição ao público, no entanto, deixou de ser 100%.

## Títulos

### Por equipe
| Clube              | Títulos                                                            | Vices                          | 3.º lugar                               | 4.º lugar                      |
| ------------------ | ------------------------------------------------------------------ | ------------------------------ | --------------------------------------- | ------------------------------ |
| Flamengo           | 7 (2008-09, 2012-13, 2013-14, 2014-15, 2015-16, 2018-19 e 2020-21) | 3 (2009-10, 2021-22 e 2023-24) | 3 (2017-18, 2022-23 e 2024-25)          | 2 (2010-11 e 2011-12)          |
| Franca             | 4 (2021-22, 2022-23, 2023-24 e 2024-25)                            | 2 (2010-11 e 2018-19)          | 1 (2009-10)                             | 0                              |
| Lobos Brasília*    | 3 (2009-10, 2010-11 e 2011-12)                                     | 1 (2008-09)                    | 0                                       | 1 (2015-16)                    |
| Bauru              | 1 (2016-17)                                                        | 2 (2014-15 e 2015-16)          | 1 (2012-13)                             | 3 (2017-18, 2023-24 e 2024-25) |
| Paulistano         | 1 (2017-18)                                                        | 2 (2013-14 e 2016-17)          | 0                                       | 1 (2020-21)                    |
| São Paulo          | 0                                                                  | 2 (2020-21 e 2022-23)          | 0                                       | 1 (2021-22)                    |
| Mogi das Cruzes    | 0                                                                  | 1 (2017-18)                    | 2 (2015-16 e 2018-19)                   | 2 (2013-14 e 2014-15)          |
| São José           | 0                                                                  | 1 (2011-12)                    | 1 (2013-14)                             | 1 (2012-13)                    |
| Unitri/Uberlândia* | 0                                                                  | 1 (2012-13)                    | 0                                       | 0                              |
| Minas              | 0                                                                  | 1 (2024-25)                    | 4 (2008-09, 2020-21, 2021-22 e 2023-24) | 2 (2009-10 e 2022-23)          |
| Pinheiros          | 0                                                                  | 0                              | 2 (2010-11 e 2011-12)                   | 1 (2016-17)                    |
| Limeira*           | 0                                                                  | 0                              | 1 (2014-15)                             | 0                              |
| Universo           | 0                                                                  | 0                              | 1 (2016-17[a])                          | 0                              |
| Vitória            | 0                                                                  | 0                              | 1 (2016-17[a])                          | 0                              |
| Joinville BA*      | 0                                                                  | 0                              | 0                                       | 1 (2008-09)                    |
| Botafogo           | 0                                                                  | 0                              | 0                                       | 1 (2018-19)                    |

*-Equipes que não existem mais
- a  A Universo e o EC Vitória firmaram uma parceria e disputaram três edições do Novo Basquete Brasil em conjunto (2015-16, 2016-17 e 2017-18).

### Por federação
| Estado           | Títulos | Vices | 3.º lugar | 4.º lugar |
| ---------------- | ------- | ----- | --------- | --------- |
| Rio de Janeiro   | 7       | 3     | 3         | 3         |
| São Paulo        | 6       | 10    | 8         | 9         |
| Distrito Federal | 3       | 1     | 0         | 1         |
| Minas Gerais     | 0       | 2     | 4         | 2         |
| Bahia            | 0       | 0     | 1         | 0         |
| Santa Catarina   | 0       | 0     | 0         | 1         |

## Equipes atuais
| Equipe                      | Cidade              | Estado | Em 2024-25 | Ginásio                     | Capacidade | Títulos do NBB (último) |
| --------------------------- | ------------------- | ------ | ---------- | --------------------------- | ---------- | ----------------------- |
| Bauru                       | Bauru               | SP     | 4.º        | Panela de Pressão           | 2 000      | 1 (2016–17)             |
| Botafogo                    | Rio de Janeiro      | RJ     | 17.º       | Ginásio Oscar Zelaya        | 1 000      | 0                       |
| Brasília Basquete           | Brasília            | DF     | 9.º        | Nilson Nelson               | 11 397     | 0 (não possui)[BRA]     |
| Caxias do Sul               | Caxias do Sul       | RS     | 15.º       | Ginásio do SESI             | 4 500      | 0 (não possui)          |
| Corinthians                 | São Paulo           | SP     | 11.º       | Ginásio Wlamir Marques      | 6 500      | 0 (não possui)          |
| Flamengo                    | Rio de Janeiro      | RJ     | 3.º        | Ginásio Maracanãzinho       | 11 800     | 7 (2022–23)             |
| Fortaleza/Basquete Cearense | Fortaleza           | CE     | 18.º       | Centro de Formação Olímpica | 17 100     | 0 (não possui)          |
| Franca                      | Franca              | SP     | 1.º        | Pedrocão                    | 6 000      | 4 (2024–25)             |
| Minas                       | Belo Horizonte      | MG     | 2.º        | Arena Minas TC              | 4 000      | 0 (não possui)          |
| Mogi das Cruzes             | Mogi das Cruzes     | SP     | 16.º       | Ginásio Prof. Hugo Ramos    | 5 000      | 0 (não possui)          |
| Pato Basquete               | Pato Branco         | PR     | 14.º       | Ginásio do SESI             | 1 000      | 0 (não possui)          |
| Paulistano                  | São Paulo           | SP     | 13.º       | Antônio Prado Júnior        | 1 280      | 1 (2017–18)             |
| Pinheiros                   | São Paulo           | SP     | 5.º        | Henrique Villaboim          | 850        | 0 (não possui)          |
| São José                    | São José dos Campos | SP     | 10.º       | Linneu de Moura             | 1 600      | 0 (não possui)          |
| São Paulo                   | São Paulo           | SP     | 8.º        | Ginásio do Morumbi          | 1 918      | 0 (não possui)          |
| União Corinthians           | Santa Cruz do Sul   | RS     | 6.º        | Ginásio Poliesportivo Arnão | 6 000      | 0 (não possui)          |
| Unifacisa                   | Campina Grande      | PB     | 12.º       | Arena Unifacisa             | 1 200      | 0 (não possui)          |

Nota
- BRA. ^  Depois de três anos de união com a Universo, o Brasília Basquete encerrou a parceira e agora disputa o NBB de forma independente. A equipe não carrega consigo os resultados do antigo time brasiliense (Lobos Brasília).

## Temporada

### Temporada Regular
A temporada regular do NBB geralmente começa em meados de novembro - em sua temporada inaugural começou em janeiro - e vai até meados de abril, com uma pausa para o Jogo das Estrelas em fevereiro ou março. O Jogo das Estrelas é realizado desde a primeira temporada do NBB (em 2009). No evento, são realizadas competições de enterradas, arremessos de três pontos, habilidades (incluído em 2011) e o próprio jogo com as estrelas da temporada.
A temporada regular funciona em um sistema onde todos os times se enfrentam duas vezes (turno e returno), com os quatro principais times se classificando para as quartas de final automaticamente, e os oitos próximos na classificação (5.º ao 12.º colocados) decidem as outras quatro vagas disputando as oitavas de final. 

### Copa Super 8
A partir da edição 2018-2019 do NBB, entre o primeiro e o segundo turno da temporada regular acontece a Copa Super 8. O torneio reúne as oito melhores equipes do 1.º turno, que se enfrentam em cruzamento olímpico: 1.º x 8.º, 2.º x 7.º, 3.º x 6.º e 4.º x 5.º. Os confrontos são eliminatórios em partida única sediada na casa da equipe de melhor campanha. O campeão garante uma vaga para a Champions League Américas, competição que substitui a Liga das Américas.

### Playoffs
Os playoffs começam logo após o fim da temporada regular, com as oitavas de final entre os times que ficaram entre 5.º e 12.º na tabela, onde o melhor colocado enfrenta o pior e assim por diante, buscando as quatro vagas restantes para as quartas, em confrontos de cinco jogos. Na sequência, são disputadas as quartas de final entre os quatro primeiros colocados da fase de classificação e os times que venceram as suas séries oitavas de final. Após as oitavas são disputadas as semifinais para deicir os dois finalistas. Tanto as quartas quanto as semifinais são em melhor de cinco jogos.
A grande final decide o campeão da temporada do NBB, até 2011 era decidida em cinco jogos, mas por questões financeiras e para fins de transmissão em rede aberta, a final passou a ser decidida em apenas um jogo, com uma transmissão da Rede Globo. Na temporada 2014-15, a final foi em melhor de três jogos. Atualmente é decidida em cinco jogos.
Os dois primeiros colocados ao término do NBB se classificam para a Champions League Américas, já o 3.º, 4.º e 5.º colocados vão para a Liga Sul-Americana. 

## Prêmios

### Premiações individuais
| Treinador do ano - 2008-09: Paulo Chupeta (Flamengo) - 2009-10: Lula Ferreira (Lobos Brasília) - 2010-11: Hélio Rubens (Franca) - 2011-12: Régis Marrelli (São José) - 2012-13: Lula Ferreira (Franca) - 2013-14: Gustavo de Conti (Paulistano) - 2014-15: Dedé Barbosa (Limeira) - 2015-16: José Alves Neto (Flamengo) - 2016-17: Gustavo de Conti (Paulistano) - 2017-18: Gustavo de Conti (Paulistano) - 2018-19: Léo Figueiró (Botafogo) - 2019-20: Guerrinha (Mogi das Cruzes) - 2020-21: Gustavo de Conti (Flamengo) - 2021-22: Helinho Garcia (Franca) - 2022-23: Helinho Garcia (Franca) - 2022-23: Paulo Cézar Jaú (Bauru) - 2024-25: Léo Costa (Minas) | Jogador mais valioso - 2008-09: Marcelinho Machado (Flamengo) - 2009-10: Marcelinho Machado (Flamengo) - 2010-11: Guilherme Giovannoni (Lobos Brasília) - 2011-12: Murilo Becker (São José) - 2012-13: Marquinhos (Flamengo) - 2013-14: David Jackson (Limeira) - 2014-15: Alex Garcia (Bauru) - 2015-16: Marquinhos (Flamengo) - 2016-17: Desmond Holloway (Pinheiros) - 2017-18: Marquinhos (Flamengo) - 2018-19: J.P. Batista (Mogi das Cruzes) - 2019-20: Georginho (São Paulo) - 2020-21: Lucas Mariano (São Paulo) - 2021-22: Bruno Caboclo (São Paulo) - 2022-23: Lucas Dias (Franca) - 2023-24: Lucas Dias (Franca) - 2024-25: Dontrell Brite (Bauru) | Defensor do ano - 2008-09: Alex Garcia (Lobos Brasília) - 2009-10: Alex Garcia (Lobos Brasília) - 2010-11: Alex Garcia (Lobos Brasília) - 2011-12: Alex Garcia (Lobos Brasília) - 2012-13: Alex Garcia (Lobos Brasília) - 2013-14: Alex Garcia (Lobos Brasília) - 2014-15: Alex Garcia (Bauru) - 2015-16: Alex Garcia (Bauru) - 2016-17: Jimmy Dreher (Mogi das Cruzes) - 2017-18: Jimmy Dreher (Mogi das Cruzes) - 2018-19: Jimmy Dreher (Franca) - 2019-20: Alex Garcia (Minas) - 2020-21: Rafael Mineiro (Flamengo) - 2021-22: Corderro Bennett (São Paulo) - 2022-23: Corderro Bennett (São Paulo) - 2023-24: Dontrell Brite (Bauru) - 2024-25: Dontrell Brite (Bauru) |

| Sexto homem do ano - 2008-09: Fred (Flamengo) - 2009-10: Nezinho (Lobos Brasília) - 2010-11: Vítor Benite (Franca) - 2011-12: Paulinho Boracini (Pinheiros) - 2012-13: Léo Meindl (Franca) - 2013-14: Hélio (Limeira) - 2014-15: Vítor Benite (Flamengo) - 2015-16: Marcelinho Machado (Flamengo) - 2016-17: Arthur Pecos (Paulistano) - 2017-18: Deryk Ramos (Paulistano) - 2018-19: Alexey Borges (Franca) - 2019-20: Léo Demétrio (Flamengo) - 2020-21: Léo Demétrio (Flamengo) - 2021-22: Gui Santos (Minas) - 2022-23: Santiago Scala (Franca) - 2023-24: Matheus Eugeniusz (Vasco da Gama) - 2024-25: Gui Deodato (Flamengo) | Jogador mais evoluído - 2009-10: Audrei Parizotto (Joinville BA) - 2010-11: Vítor Benite (Franca) - 2011-12: Gui Deodato (Bauru) - 2012-13: Gui Deodato (Bauru) - 2013-14: Paulão Prestes (Franca) - 2014-15: Davi Rossetto (Basquete Cearense) - 2015-16: Deryk Ramos (Limeira) - 2016-17: Georginho (Paulistano) - 2017-18: Wesley Castro (Minas) - 2018-19: Didi (Franca) - 2019-20: Georginho (São Paulo) - 2020-21: Gui Santos (Minas) - 2021-22: Gemadinha (Pato Basquete) - 2022-23: Antônio Ferreira (Unifacisa) - 2023-24: Raphael Paulichi (Vasco da Gama) - 2024-25: Von Haydin (Lobos Brasília) | Destaque jovem - 2009-10: Raulzinho (Minas) - 2010-11: Vítor Benite (Franca) - 2011-12: Gui Deodato (Bauru) - 2012-13: Ricardo Fischer (Bauru) - 2013-14: Henrique Coelho (Minas) - 2014-15: Deryk Ramos (Limeira) - 2015-16: Lucas Dias (Pinheiros) - 2016-17: Alexey Borges (Franca) - 2017-18: Gabriel Jaú (Bauru) - 2018-19: Didi (Franca) - 2019-20: Dikembe (Paulistano) - 2020-21: Gui Santos (Minas) - 2021-22: Mãozinha (Fortaleza/Basquete Cearense) - 2022-23: Ruan Miranda (Cerrado Basquete) - 2023-24: Márcio (Franca) - 2024-25: Wini Silva (Minas) |

| Craque da Galera - 2008-09: Marcelinho Machado (Flamengo) - 2009-10: Marcelinho Machado (Flamengo) - 2010-11: Chico (Araraquara) | Melhor estrangeiro - 2013-14: David Jackson (Limeira) - 2014-15: David Jackson (Limeira) - 2015-16: Shamell Stallworth (Mogi das Cruzes) - 2016-17: Desmond Holloway (Pinheiros) - 2017-18: Tyrone (Mogi das Cruzes) - 2018-19: Franco Balbi (Flamengo) - 2019-20: David Jackson (Franca) - 2020-21: David Jackson (Minas) - 2021-22: Shaquille Johnson (Minas) - 2022-23: Shaquille Johnson (Minas) - 2023-24: Isaac Thorton (Botafogo) | Jogador mais eficiente - 2018-19: J.P. Batista (Mogi das Cruzes) - 2019-20: Georginho (São Paulo) - 2020-21: Georginho (São Paulo) - 2021-22: Georginho (Franca) - 2022-23: Georginho (Franca) - 2022-23: Lucas Dias (Franca) |

### Seleção do NBB
| #  | Ano     |                        | Armador                           | Ala-armador                   | Ala                                   | Ala-pivô                              | Pivô                           |
| -- | ------- | ---------------------- | --------------------------------- | ----------------------------- | ------------------------------------- | ------------------------------------- | ------------------------------ |
| 1  | 2008–09 | – Larry Taylor (Bauru) | Alex Garcia (Lobos Brasília)      | Marcelinho Machado (Flamengo) | Murilo Becker (Minas)                 | Rafael "Bábby" Araújo (Flamengo)      |                                |
| 2  | 2009–10 | Fúlvio (São José)      | Alex Garcia (Lobos Brasília)      | Marcelinho Machado (Flamengo) | Guilherme Giovannoni (Lobos Brasília) | Murilo Becker (Minas)                 |                                |
| 3  | 2010–11 | – Larry Taylor (Bauru) | Alex Garcia (Lobos Brasília)      | Marquinhos (Pinheiros)        | Guilherme Giovannoni (Lobos Brasília) | Murilo Becker (São José)              |                                |
| 4  | 2011–12 | Fúlvio (São José)      | Alex Garcia (Lobos Brasília)      | Marquinhos (Pinheiros)        | Guilherme Giovannoni (Lobos Brasília) | Murilo Becker (São José)              |                                |
| 5  | 2012–13 | Fúlvio (São José)      | Robert Day (Unitri/Uberlândia)    | Marquinhos (Flamengo)         | Rafael Mineiro (Pinheiros)            | Caio Torres (Flamengo)                |                                |
| 6  | 2013–14 |                        | Nicolás Laprovittola (Flamengo)   | David Jackson (Limeira)       | Marquinhos (Flamengo)                 | Jefferson William (São José)          | Paulão (Franca)                |
| 7  | 2014–15 |                        | Ricardo Fischer (Bauru)           | Alex Garcia (Bauru)           | Marquinhos (Flamengo)                 | Guilherme Giovannoni (Lobos Brasília) | Rafael Hettsheimeir (Bauru)    |
| 8  | 2015–16 |                        | Davi Rossetto (Basquete Cearense) | Alex Garcia (Bauru)           | Marquinhos (Flamengo)                 | Caio Torres (Paulistano)              | Rafael Hettsheimeir (Bauru)    |
| 9  | 2016–17 |                        | Fúlvio (Lobos Brasília)           | Alex Garcia (Bauru)           | Desmond Holloway (Pinheiros)          | Jefferson William (Bauru)             | Lucas Mariano (Lobos Brasília) |
| 10 | 2017–18 |                        | Elinho (Paulistano)               | Cauê Borges (Caxias do Sul)   | Marquinhos (Flamengo)                 | Tyrone (Mogi das Cruzes)              | Rafael Hettsheimeir (Bauru)    |
| 11 | 2018–19 |                        | Franco Balbi (Flamengo)           | David Jackson (Franca)        | Marquinhos (Flamengo)                 | Lucas Dias (Franca)                   | J.P. Batista (Mogi das Cruzes) |
| 12 | 2019–20 |                        | Georginho (São Paulo)             | André Goés (Mogi das Cruzes)  | Marquinhos (Flamengo)                 | Devon Scott (Minas)                   | Rafael Hettsheimeir (Franca)   |
| 13 | 2020–21 |                        | Georginho (São Paulo)             | David Jackson (Minas)         | Marquinhos (Flamengo)                 | Lucas Dias (Franca)                   | Lucas Mariano (São Paulo)      |
| 14 | 2021–22 |                        | Elinho (São Paulo)                | Shaquille Johnson (Minas)     | Marquinhos (São Paulo)                | Bruno Caboclo (São Paulo)             | Lucas Mariano (Franca)         |
| 15 | 2022–23 |                        | Georginho (Franca)                | Shaquille Johnson (Minas)     | David Jackson (Franca)                | Lucas Dias (Franca)                   | Lucas Mariano (Franca)         |
| 16 | 2023–24 |                        | Elinho (Corinthians)              | Gui Deodato (Flamengo)        | Isaac Thornton (Botafogo)             | Gabriel Jaú (Flamengo)                | Lucas Dias (Franca)            |
| 17 | 2024–25 |                        | Dontrell Brite (Bauru)            | Shaquille Johnson (Flamengo)  | Didi Louzada (Franca)                 | Lucas Dias (Franca)                   | Ruan Miranda (Flamengo)        |

### Quinteto de defesa
- 2019–20: Henrique Coelho (Botafogo), Jimmy Dreher (Franca), Danilo Fuzaro (Mogi das Cruzes), Alex Garcia (Minas) e Rafael Mineiro (Flamengo).
- 2020–21: Corderro Bennett (São Paulo), Jimmy Dreher (Paulistano), Danilo Fuzaro (Franca), Alex Garcia (Bauru) e Rafael Mineiro (Flamengo).

## Histórico das equipes
| # | Posição final nesta temporada |  | Não participou nesta temporada | C | Equipe participou da temporada 2019–20, que foi cancelada devido à pandemia de COVID-19. |

| Equipe            | 2008–09 | 2009–10 | 2010–11 | 2011–12 | 2012–13 | 2013–14 | 2014–15 | 2015–16 | 2016–17 | 2017–18 | 2018–19 | 2019–20  | 2020–21 | 2021–22 | 2022–23 | 2023–24 | 2024–25 | Participações |
| ----------------- | ------- | ------- | ------- | ------- | ------- | ------- | ------- | ------- | ------- | ------- | ------- | -------- | ------- | ------- | ------- | ------- | ------- | ------------- |
| AABJ-Joinville    | z !     | z !     | z !     | z !     | z !     | z !     | z !     | z !     | z !     | 13.º    | 14.º    | z !      | z !     | z !     | z !     | z !     | z !     | 2             |
| ADL-Londrina      | z !     | 13.º    | z !     | z !     | z !     | z !     | z !     | z !     | z !     | z !     | z !     | z !      | z !     | z !     | z !     | z !     | z !     | 1             |
| Araraquara        | 12.º    | 10.º    | 11.º    | 14.º    | z !     | z !     | z !     | z !     | z !     | z !     | z !     | z !      | z !     | z !     | z !     | z !     | z !     | 4             |
| Assis             | 11.º    | 9.º     | 15.º    | z !     | z !     | z !     | z !     | z !     | z !     | z !     | z !     | z !      | z !     | z !     | z !     | z !     | z !     | 3             |
| Basquete Cearense | z !     | z !     | z !     | z !     | 9.º     | 11.º    | 14.º    | 6.º     | 11.º    | 8.º     | 8.º     | C (15.º) | 10.º    | 14.º    | 14.º    | 8.º     | z !     | 11            |
| Bauru             | 6.º     | 8.º     | 5.º     | 6.º     | 3.º     | 7.º     | 2.º     | 2.º     | 1.º     | 4.º     | 7.º     | C (12.º) | 5.º     | 5.º     | 7.º     | 4.º     | 4.º     | 17            |
| Bira              | 15.º    | z !     | z !     | z !     | z !     | z !     | z !     | z !     | z !     | z !     | z !     | z !      | z !     | z !     | z !     | z !     | z !     | 1             |
| Botafogo          | z !     | z !     | z !     | z !     | z !     | z !     | z !     | z !     | z !     | 12.º    | 4.º     | C (8.º)  | z !     | z !     | z !     | 16.º    | 17.º    | 5             |
| Brasília Basquete | z !     | z !     | z !     | z !     | z !     | z !     | z !     | z !     | z !     | z !     | 11.º    | C (13.º) | 16.º    | 17.º    | 16.º    | 19.º    | 9.º     | 7             |
| Campo Mourão      | z !     | z !     | z !     | z !     | z !     | z !     | z !     | z !     | 10.º    | 14.º    | z !     | z !      | 15.º    | z !     | z !     | z !     | z !     | 3             |
| Caxias do Sul     | z !     | z !     | z !     | z !     | z !     | z !     | z !     | 11.º    | 15.º    | 6.º     | z !     | z !      | 12.º    | 11.º    | 11.º    | 18.º    | 15.º    | 8             |
| CECRE-Vitória     | z !     | z !     | 13.º    | z !     | z !     | z !     | z !     | z !     | z !     | z !     | z !     | z !      | z !     | z !     | z !     | z !     | z !     | 1             |
| Cerrado Basquete  | z !     | z !     | z !     | z !     | z !     | z !     | z !     | z !     | z !     | z !     | z !     | z !      | 14.º    | 15.º    | 17.º    | 17.º    | z !     | 4             |
| Cetaf-Vila Velha  | 10.º    | 12.º    | 14.º    | 15.º    | 16.º    | 17.º    | z !     | z !     | z !     | z !     | z !     | z !      | z !     | z !     | z !     | z !     | z !     | 6             |
| Corinthians       | z !     | z !     | z !     | z !     | z !     | z !     | z !     | z !     | z !     | z !     | 6.º     | C (7.º)  | 6.º     | 9.º     | 9.º     | 11.º    | 11.º    | 6             |
| Flamengo          | 1.º     | 2.º     | 4.º     | 4.º     | 1.º     | 1.º     | 1.º     | 1.º     | 5.º     | 3.º     | 1.º     | C (1.º)  | 1.º     | 2.º     | 3.º     | 2.º     | 3.º     | 17            |
| Fortaleza EC      | z !     | z !     | z !     | z !     | z !     | z !     | z !     | z !     | z !     | z !     | z !     | z !      | 10.º    | 14.º    | 14.º    | 6.º     | 18.º    | 5             |
| Franca            | 7.º     | 3.º     | 2.º     | 8.º     | 6.º     | 8.º     | 5.º     | 9.º     | 7.º     | 5.º     | 2.º     | C (2.º)  | 7.º     | 1.º     | 1.º     | 1.º     | 1.º     | 17            |
| Joinville BA      | 4.º     | 5.º     | 7.º     | 7.º     | 15.º    | z !     | z !     | z !     | z !     | z !     | z !     | z !      | z !     | z !     | z !     | z !     | z !     | 5             |
| Liga Sorocabana   | z !     | z !     | z !     | 11.º    | 12.º    | 14.º    | 16.º    | 13.º    | 14.º    | 15.º    | z !     | z !      | z !     | z !     | z !     | z !     | z !     | 7             |
| Limeira           | 5.º     | z !     | 9.º     | 10.º    | 11.º    | 6.º     | 3.º     | z !     | z !     | z !     | z !     | z !      | z !     | z !     | z !     | z !     | z !     | 6             |
| Lobos Brasília    | 2.º     | 1.º     | 1.º     | 1.º     | 5.º     | 5.º     | 6.º     | 4.º     | 8.º     | z !     | z !     | z !      | z !     | z !     | z !     | z !     | z !     | 9             |
| Macaé             | z !     | z !     | z !     | z !     | z !     | 13.º    | 8.º     | 15.º    | 12.º    | z !     | z !     | z !      | z !     | z !     | z !     | z !     | z !     | 4             |
| Minas             | 3.º     | 4.º     | 10.º    | 13.º    | 10.º    | 15.º    | 9.º     | 10.º    | 13.º    | 7.º     | 10.º    | C (4.º)  | 3.º     | 3.º     | 4.º     | 3.º     | 2.º     | 17            |
| Mogi das Cruzes   | z !     | z !     | z !     | z !     | 14.º    | 4.º     | 4.º     | 3.º     | 6.º     | 2.º     | 3.º     | C (5.º)  | 8.º     | 13.º    | z !     | 15.º    | 16.º    | 12            |
| Palmeiras         | z !     | 10.º    | z !     | z !     | 13.º    | 12.º    | 12.º    | z !     | z !     | z !     | z !     | z !      | z !     | z !     | z !     | z !     | z !     | 4             |
| Pato Basquete     | z !     | z !     | z !     | z !     | z !     | z !     | z !     | z !     | z !     | z !     | z !     | C (16.º) | 11.º    | 12.º    | 12.º    | 12.º    | 14.º    | 5             |
| Paulistano        | 9.º     | 11.º    | 12.º    | 9.º     | 8.º     | 2.º     | 10.º    | 5.º     | 2.º     | 1.º     | 9.º     | C (11.º) | 4.º     | 7.º     | 5.º     | 6.º     | 13.º    | 16            |
| Pinheiros         | 8.º     | 6.º     | 3.º     | 3.º     | 7.º     | 9.º     | 11.º    | 7.º     | 4.º     | 9.º     | 5.º     | C (6.º)  | 13.º    | 8.º     | 6.º     | 13.º    | 5.º     | 16            |
| Rio Claro         | z !     | z !     | z !     | z !     | z !     | z !     | 15.º    | 8.º     | z !     | z !     | z !     | C (9.º)  | z !     | 10.º    | 15.º    | z !     | z !     | 5             |
| Saldanha da Gama  | 14.º    | 14.º    | z !     | z !     | z !     | z !     | z !     | z !     | z !     | z !     | z !     | z !      | z !     | z !     | z !     | z !     | z !     | 2             |
| São José          | 13.º    | 7.º     | 8.º     | 2.º     | 4.º     | 3.º     | 7.º     | 14.º    | z !     | z !     | 12.º    | C (14.º) | z !     | z !     | 10.º    | 10.º    | 10.º    | 12            |
| São Paulo         | z !     | z !     | z !     | z !     | z !     | z !     | z !     | z !     | z !     | z !     | z !     | C (3.º)  | 2.º     | 4.º     | 2.º     | 8.º     | 8.º     | 6             |
| Suzano Basquete   | z !     | z !     | z !     | z !     | 18.º    | z !     | z !     | z !     | z !     | z !     | z !     | z !      | z !     | z !     | z !     | z !     | z !     | 1             |
| Tijuca            | z !     | z !     | z !     | 12.º    | 17.º    | z !     | z !     | z !     | z !     | z !     | z !     | z !      | z !     | z !     | z !     | z !     | z !     | 2             |
| União Corinthians | z !     | z !     | z !     | z !     | z !     | z !     | z !     | z !     | z !     | z !     | z !     | z !      | z !     | 16.º    | 13.º    | 14.º    | 6.º     | 3             |
| Unifacisa         | z !     | z !     | z !     | z !     | z !     | z !     | z !     | z !     | z !     | z !     | z !     | C (10.º) | 9.º     | 6.º     | 8.º     | 9.º     | 12.º    | 5             |
| Unitri/Uberlândia | z !     | z !     | 6.º     | 5.º     | 2.º     | 10.º    | 13.º    | z !     | z !     | z !     | z !     | z !      | z !     | z !     | z !     | z !     | z !     | 5             |
| Universo Basquete | z !     | z !     | z !     | z !     | z !     | z !     | z !     | 12.º    | 3.º     | 10.º    | 11.º    | C (13.º) | z !     | z !     | z !     | z !     | z !     | 5             |
| Universo/Goiânia  | z !     | z !     | z !     | z !     | z !     | 16.º    | z !     | z !     | z !     | z !     | z !     | z !      | z !     | z !     | z !     | z !     | z !     | 1             |
| Vasco da Gama     | z !     | z !     | z !     | z !     | z !     | z !     | z !     | z !     | 9.º     | 11.º    | 13.º    | z !      | z !     | z !     | z !     | 5.º     | 7.º     | 5             |
| Vitória           | z !     | z !     | z !     | z !     | z !     | z !     | z !     | 12.º    | 3.º     | 10.º    | z !     | z !      | z !     | z !     | z !     | z !     | z !     | 3             |